# The Capital
The Capital è un quotidiano pubblicato ad Annapolis, nel Maryland, e distribuito in tale città, in gran parte di Anne Arundel County e nella vicina Kent Island nella Contea di Queen Anne. Pubblicato per la prima volta come Evening Capital il 12 maggio 1884, il giornale cominciò ad essere pubblicato la mattina anziché la sera dal 9 marzo 2015.
Il giornale è stato acquisito dal The Baltimore Sun Media Group nel 2014.
Nel 2018 The Capital aveva una tiratura giornaliera di circa 33 000 copie.
Il 28 giugno 2018 avvenne una sparatoria negli uffici del giornale ad Annapolis. Cinque impiegati del giornale furono uccisi, di cui 4 giornalisti e l'assistente alle vendite.
In seguito alla sparatoria, il personale e il giornale stesso sono stati nominati nel 2018 Persona dell'anno del Time sotto il nome collettivo The Guardians ("I Guardiani"), un insieme di giornalisti di tutto il mondo che lottano la "Guerra della verità".